# یواس‌ان‌اس بولد (تی-ای‌جی‌اواس-۱۲)
یواس‌ان‌اس بولد (تی-ای‌جی‌اواس-۱۲) (به انگلیسی: USNS Bold (T-AGOS-12)) یک کشتی است که طول آن ۲۲۴ فوت (۶۸ متر) می‌باشد. این کشتی در سال ۱۹۸۹ ساخته شد.